# روث إل. شوارتز
روث إل. شوارتز (بالإنجليزية: Ruth L. Schwartz)‏ هي كاتِبة وشاعرة أمريكية، ولدت في 1962.